# Aplodòntids
Els aplodòntids (Aplodontiidae o Aplodontidae) són una família de rosegadors del subordre dels esciüromorfs. Actualment només en queda l'espècie nord-americana Aplodontia rufa, però en el passat n'hi hagué espècies també a Euràsia.